# Hoburgen (Gotland)
Hoburgen ist ein Klippengebiet im südlichsten Teil der schwedischen Insel Gotland, das aus steilen Felsen aus Riffkalkstein besteht. Der Riffkalkstein gehört zur Sundreformation, während der vorwiegend im Süden der Insel verbreitete Sandstein, auf welchem der Riffkalkstein ruht, zur Burgsviksformation gehört. Diese beiden petrologischen Einheiten gehören zu den allerjüngsten Bodenmaterialien auf Gotland und sie haben sich im Ludlow, einem Teil des Silurs abgesetzt.
Hoburgen ist ein Rastplatz für Zugvögel.  An dem Ort wo seit 1846 ein Leuchtturm steht, befindet sich heute der 22 Meter hohe Hoburgs Fyr.
Bei Hoburgen gibt es Grotten und Raukar, die sowohl durch die Ancylussee als auch durch das Littorinameer gebildet und ausgeprägt wurden.

## Hoburgsgubben
Ein bekannter Rauk ist der Hoburgsgubben, der aus einem gewissen Blickwinkel wie der Kopf eines Menschen aussieht.  Er besteht aus Riffkalkstein, wie die restlichen Felsen in dem Gebiet.  Er gehört der Sundreformation an, wie man die jüngste Bergschicht auf Gotland nennt, die im Süden der Insel an die Oberfläche tritt.

## Lage
Das Gebiet Hoburgen befindet sich 81 km südlich von Visby, 38 km südlich von Hemse und 15 km südlich von Burgsvik an der Westküste des Südendes der Insel Gotland.